# Habánka
Habánka je malý potok, který se nachází na rozhraní Krkonoš a Krkonošského podhůří mezi vesnicemi Valteřice a Dolní Štěpanice v okrese Semily.

## Průběh toku
Habánka pramení u Valteřic, dále při zhruba zsz. směřování protéká malým lesem a poté se zleva vlévá do potoka Cedronu.

### Přítoky
Její tok nemá žádné pojmenované ani povrchové přítoky, pouze podzemní, je napájen deštěm.